# Tössstock
Tössstock är en bergstopp i Schweiz.   Den ligger i distriktet Wahlkreis See-Gaster och kantonen Sankt Gallen, i den östra delen av landet, 120 km öster om huvudstaden Bern. Toppen på Tössstock är 1 154 meter över havet, eller 67 meter över den omgivande terrängen. Bredden vid basen är 0,57 km.
Terrängen runt Tössstock är huvudsakligen kuperad. Runt Tössstock är det ganska tätbefolkat, med 139 invånare per kvadratkilometer.. Närmaste större samhälle är Rapperswil, 14,0 km sydväst om Tössstock. 
Omgivningarna runt Tössstock är en mosaik av jordbruksmark och naturlig växtlighet.